# WWF Superstars (jogo eletrônico de 1991)
WWF Superstars é um jogo baseado na World Wrestling Federation, lançado em 1991 para o console portátil Game Boy pela LJN.Este jogo foi o jogo da WWF/E para o Game Boy.
O jogo foi sucedido pelo WWF Superstars 2, que foi lançado em 1992.

## Resumo
WWF Superstars foi desenvolvido pela Rare e publicado pela LJN.Foi lançado na Europa e América do Norte em 1991,e seu lançamento japonês em 14 de fevereiro de 1992.
Após o combate, Vince McMahon faz comentários sobre a luta. Os lutadores têm cada um dois comentários. Um deles é um insulto, enquanto o segundo é específico para o adversário.
O jogo apresenta cinco lutadores: The Ultimate Warrior, Hulk Hogan, "Macho King" Randy Savage, "The Million Dollar Man" Ted DiBiase, e Mr. Perfect.

## Jogabilidade
Todos os lutadores têm os mesmos movimentos, com exceção de ataques dos strike attacks.O moveset consiste em movimentos de ataque (punch e kick), um Bodyslam, movimentos de grappling que só podem ser realizadas quando seu adversário estiver deitado no ringue (piledriver, suplex, headlock com punches), ground attack (elbow ou knee drop), Irish whip (clothesline e dropkick) e ataques aéreos (elbow ou knee drop).Os jogadores também podem lutar fora do ringue, jogando seu adversário sobre as cordas ou realizando um dropkick através das cordas.Jogando o oponente fora do ringue pode ser feito uma vez por jogo e causa um prejuízo considerável.
Uma vez que o jogador escolhe um lutador, que deve derrotar os outros quatro em uma série de partidas, para se tornar WWF Champion.